# 鴨方 (小惑星)
鴨方（かもがた、9293 Kamogata）は小惑星帯に位置する小惑星。香西洋樹と古川麒一郎が東京天文台木曽観測所で発見した。
岡山天体物理観測所の所在地の岡山県南西部の浅口郡にあった、鴨方町（現在は浅口市）から命名された。